# Призначення (фільм, 2014)
«Призначення» (англ. Predestination) — австралійський науково-фантастичний драматичний трилер режисерів, продюсерів і сценаристів Майкла і Пітера Спіріґів, що вийшов 2014 року. У головних ролях Ітан Гоук і Сара Снук. Стрічку знято на основі оповідання Роберта Гайнлайна «Всі ви зомбі».
Вперше фільм продемонстрували 8 березня 2014 року у США на кінофестивалі «На південь через південний захід». В Україні у кінопрокаті показ фільму розпочався 4 грудня 2014 року.
Альтернативний переклад зробила студія Омікрон на замовлення Гуртом.

## Сюжет
1975 рік, Нью-Йорк. У гомінкій будівлі чути паніку – Агент намагається знешкодити бомбу, встановлену загадковим терористом, якого всі знають під псевдонімом «Провальний підривник». Але щось іде не так: вибух спалахує передчасно, охоплюючи його вогнем. Його обличчя вкрите жахливими опіками, а руки тремтять від болю. У цей момент із тіні виходить незнайомець, обличчя якого не показано та допомагає йому взяти до рук пристрій для подорожей у часі і активувати його. Агент зникає, залишаючи після себе лише пожежу й уламки.
1992 рік. На секретній базі урядового агентства він приходить до тями. Лікарі роблять йому складну операцію – тепер у нього нове обличчя, новий голос. Його роботодавець, Робертсон, повідомляє, що він занадто довго подорожував у часі, і що це залишило відбиток на його психіці. Агент має завершити останню місію – і піти на спокійну пенсію.
1970 рік, Нью-Йорк. Під виглядом бармена він працює у маленькому темному пабі. Туди заходить молодий чоловік, якого всі знають як автора колонки «Незаміжня мати». Чоловік починає свою розповідь: колись він був жінкою – Джейн. Народжена без батьків, вона виросла в дитячому будинку, завжди відчуваючи, що її унікальність відділяє її від інших. Коли вона досягла повноліття, таємнича організація SpaceCorp завербувала її для програми підготовки супутниць для астронавтів. Але раптово її доля змінилася – вона закохалася у незнайомця, який зрештою зник, залишивши її вагітною. Під час пологів лікарі виявили у неї рідкісну особливість – обидва статеві органи. Після ускладнень їй довелося пройти операцію, яка назавжди змінила її стать. Тепер вона – Джон. А її новонароджену дитину викрали невідомі.
Бармен-Агент пропонує Джону шанс помститися своєму колишньому коханцеві, якщо він погодиться виконати певне завдання. Вони разом подорожують у 1963 рік. Джон зустрічає Джейн і, не підозрюючи правди, закохується в неї. Тим часом Агент залишає їх, щоб завершити свою іншу місію – повертається у 1975 рік, щоб вистежити Підривника. Йому вдається знайти терориста, але у сутичці той бере гору. Перед тим як зникнути, Підривник загадково заявляє, що він зробив більше добра, ніж Бюро будь-коли змогло б.
Агент продовжує свою подорож: повертається у 1945 рік, викрадає новонароджену дитину Джейн і залишає її в тому самому дитячому будинку, де вона виросте. Тим самим він замкнув часову петлю – Джейн, Джон і їхня дитина є однією й тією ж особою.
1985 рік. Джон, спустошений і не маючи іншого вибору, приймає пропозицію Робертсона та стає Агентом. Час минає. Зрештою, у 1975 році Агент вирішує залишитися у Нью-Йорку. Відключаючи свій пристрій для подорожей у часі, він виявляє, що механізм відмовив – тепер він більше не підконтрольний часовій лінії Бюро. Він слідує за підказками Робертсона і знаходить Підривника. І тут приходить усвідомлення – це він сам у майбутньому. Його старша версія пояснює, що за роки мандрів він побачив жахи, які зміг запобігти, та дійшов висновку, що єдиний спосіб зменшити втрати – це його власна діяльність як терориста. Агент вагається. Врешті-решт він вбиває свого майбутнього «Я», намагаючись розірвати петлю.
Пізніше, переглядаючи архіви, він знаходить запис, залишений для нього його старішою версією. Він переглядає своє минуле та розуміє, що від самого початку він був тим, ким мав стати. Він створив себе, сформував свій власний шлях. Але залишається єдине питання – чи справді він колись мав вибір?

## Творці фільму

### Знімальна група
Кінорежисери — Майкл Спіріґ і Пітер Спіріґ, сценаристами були Майкл Спіріґ і Пітер Спіріґ, кінопродюсерами — Педді МакДональд, Тім МакҐеген, Майкл Спіріґ і Пітер Спіріґ, виконавчі продюсери — Майкл Бартон, Ґері Гамільтон, Метт Кеннеді і Джеймс М. Вернон. Композитори: Пітер Спіріґ, кінооператор — Бен Нотт, кіномонтаж: Метт Вілла. Підбір акторів — Лі Пікфорд, Художник-постановник: Меттью Путленд, художник по костюмах — Венді Корк.

### У ролях
| Актор           | Персонаж                                                            | Роль                                  |
| --------------- | ------------------------------------------------------------------- | ------------------------------------- |
| Ітан Гоук       | Бармен / Підривник англ. The Barman/Fizzle Bomber                   | агент часового патруля                |
| Сара Снук       | Неодружена мати / Джейн / Джон англ. The Unmarried Mother/Jane/John | молода мати, яка згодом змінила стать |
| Ноа Тейлор      | Містер Робертсон англ. Mr. Robertson                                | начальник Агенції часового патруля    |
| Мадлен Вест     | Місіс Стейплтон англ. Mrs. Stapleton                                | керівник дитячого будинку             |
| Крістофер Кірбі | Майлс англ. Miles                                                   | агент часового патруля                |

## Виробництво
Сара Снук щоранку проводила понад чотири години в кабінеті для макіяжу, щоб перетворитися на Джона.
Коли Ітан Гоук дивиться на годинник (8 хв. 18 хв.), показується його справжній день народження.
Ітан Гоук та брати Спіріг раніше працювали над фільмом Воїни світла (2009).
Деякі сцени знімалися в Абботсфордському монастирі в Мельбурні, Австралія.

### Неточності
- Сюжет фільму розгортається в альтернативному всесвіті, де космічні подорожі в 1960-х роках були просунутіші, ніж у нашому світі, і де Нью-Йорк зазнав хвилі терактів у 1970-х. Є агенти, які патрулюють часову шкалу і, можливо, залишають щось після себе. Тому найбільш явні анахронізми та фактичні помилки можуть бути пояснені саме так[10].

- Фото газети про катастрофу в Німеччині — це насправді катастрофа Чорнобильської АЕС. Також це та ж сама картинка, яка була показана на самому початку, позначена як «Ohio 1960»[10].

- Приблизно на 5-й хвилині лікар каже: «Шрами почали добре лікуватися». Шрами — це тканини, які вже зцілилися, тому навряд чи справжній лікар міг зробити такий коментар[10].

- У кінці фільму рукопис, який нібито написав Джон, видно лише на секунду, коли він ставить заголовок у стек. У рукописі можна побачити декілька граматичних і орфографічних помилок (there/their, dood/good). У Джона наче мають бути інтелект і здібності вище середнього рівня[10].

- Приблизно о 1 годині 24 хвилині ми бачимо неправильний день тижня в Suspect's Routine. 3 березня 1975 року — понеділок[10].

### Алюзії
На початку фільму, коли Агент бачить своє нове обличчя в перший раз, він каже: «Я так сильно змінився, сумніваюся, що моя власна мати впізнає мене…», і сміється. Це явна іронія, оскільки він/вона є власною матір'ю самому собі.
Бармен намагався жартувати з приводу «Що з'явилося спочатку, курка чи яйце?». Натяк на відносини між ним і Джоном/Джейн.

## Сприйняття

### Критика
Фільм отримав позитивні відгуки: Rotten Tomatoes дав оцінку 84 % на основі 98 відгуків від критиків (середня оцінка 6,8/10) і 74 % від глядачів зі середньою оцінкою 3,9/5 (20,362 голосу). Загалом на сайті фільми має позитивний рейтинг, фільму зарахований «стиглий помідор» від кінокритиків і «попкорн» від глядачів, Internet Movie Database — 7,4/10 (125 464 голоси), Metacritic — 68/100 (28 відгуків критиків) і 8,0/10 від глядачів (190 голосів). Загалом на цьому ресурсі від критиків і глядачів фільм отримав позитивні відгуки.
Щомісячний журнал про кінематограф «Empire» сказав, що це чудовий фільм і поставив йому 4 зірки з 5, підсумувавши, що це «дивна, вражаюча, заплутана казка, що вимагає від вас пильно зосередити увагу на кожній невеличкій деталі».

### Касові збори
Під час показу у США, що розпочався 9 січня 2015 року, протягом першого тижня фільм показали у 20 кінотеатрах і він зібрав 44 028 $. Показ фільму тривав 21 день (3 тижні) і завершився 29 січня 2015 року. За цей час фільм зібрав у прокаті у США 68 372 долари США, а у решті світу 979 012 $, тобто загалом 1 047 384 долари США.

### Нагороди і номінації
| Нагороди і номінації фільму «Призначення» | Нагороди і номінації фільму «Призначення»          | Нагороди і номінації фільму «Призначення» | Нагороди і номінації фільму «Призначення»                   | Нагороди і номінації фільму «Призначення» |
| Рік                                       | Нагорода                                           | Категорія                                 | Номінант                                                    | Результат                                 |
| ----------------------------------------- | -------------------------------------------------- | ----------------------------------------- | ----------------------------------------------------------- | ----------------------------------------- |
| 2014                                      | Торонтський кінофестиваль «Після настання темряви» | Найкращий науково-фантастичний фільм      | Стрічка                                                     | Перемога                                  |
| 2014                                      | Торонтський кінофестиваль «Після настання темряви» | Найкращий сценарій                        | Майкл Спіріґ, Пітер Спіріґ                                  | Перемога                                  |
| 2014                                      | Торонтський кінофестиваль «Після настання темряви» | Найкращий художній фільм                  | Майкл Спіріґ, Пітер Спіріґ                                  | 2-ге місце                                |
| 2015                                      | Австралійське товариство кінооператорів            | Особливості                               | Бен Нотт                                                    | Перемога                                  |
| 2015                                      | Нагорода Асоціації австралійських кінокритиків     | Найкращий фільм                           | стрічка                                                     | Номінація                                 |
| 2015                                      | Нагорода Асоціації австралійських кінокритиків     | Найкращий режисер                         | Майкл Спіріґ, Пітер Спіріґ                                  | Номінація                                 |
| 2015                                      | Нагорода Асоціації австралійських кінокритиків     | Найкраща акторка                          | Сара Снук                                                   | Номінація                                 |
| 2015                                      | Нагорода Асоціації австралійських кінокритиків     | Найкраща операторська робота              | Бен Нотт                                                    | Номінація                                 |
| 2015                                      | Нагорода Асоціації австралійських кінокритиків     | Найкращий сценарій                        | Майкл Спіріґ, Пітер Спіріґ                                  | Номінація                                 |
| 2015                                      | Австралійський кіноінститут                        | Найкраща операторська робота              | Бен Нотт                                                    | Перемога                                  |
| 2015                                      | Австралійський кіноінститут                        | Найкращий монтаж                          | Метт Вілла                                                  | Перемога                                  |
| 2015                                      | Австралійський кіноінститут                        | Найкращий продакшн-дизайн                 | Меттью Путленд                                              | Перемога                                  |
| 2015                                      | Австралійський кіноінститут                        | Найкраща головна акторка                  | Сара Снук                                                   | Перемога                                  |
| 2015                                      | Австралійський кіноінститут                        | Найкращий фільм                           | Педді МакДональд, Тім МакҐеген, Пітер Спіріґ і Майкл Спіріґ | Номінація                                 |
| 2015                                      | Австралійський кіноінститут                        | Найкращий режисер                         | Майкл Спіріґ, Пітер Спіріґ                                  | Номінація                                 |
| 2015                                      | Австралійський кіноінститут                        | Найкращий адаптований сценарій            | Майкл Спіріґ, Пітер Спіріґ                                  | Номінація                                 |
| 2015                                      | Австралійський кіноінститут                        | Найкращий дизайн костюмів                 | Венді Корк                                                  | Номінація                                 |
| 2015                                      | Австралійський кіноінститут                        | Найкраща звукова доріжка                  | Пітер Спіріґ                                                | Номінація                                 |